# Дискографија Алије
Америчка певачица, глумица и манекенка Алија издала је три студијска албума, два компилацијска албума и двадесет и шест синглова. Рођена је у Бруклину у Њујорку, а одрасла у Детроиту. Са десет година појавила се у америчком телевизијском шоуу Star Search, заједно са Гледис Најт. Када је имала дванаест година потписала је уговор са издавачким кућама Jive Records и Blackground Records. Преко ујака Берија Хакерсона, музичког продуцента, ступила је у контакт са Р. Келијем, који је касније био њен ментор, главни композитор и продуцент њеног првог албума. Албум Age Ain't Nothing but a Number објављен је 24. маја 1994. године, а изашао је на ЦД и винил издању, као и за виртуелно преузимање. Албум је продат у три милиона примерака у Сједињеним Државама, а Америчко удружење дискографских кућа доделило је албуму двоструки платинумски сертификат. Након тога, Алија је потписала уговор са Атлантис рекордсом. Током кратке каријере, њени синглови нашли су се на музичким листама у Сједињеним Државама и у Великој Британији.
Алија је радила са Тимберлендом и Миси Елиот на свом другом студијском албуму. Други студијски албум One in a Million објављен је 27. августа 1996. године за издавачке куће Backround и Атлантик рекордс, а продат је у три милиона примерака у Сједињеним Државама и у преко осам милиона широм света. Године 2000. Алија се појавила у филму Ромео мора умрети, на којем је радила и као музички продуцент. Она је такође допринела снимању филмске музике, а њена песма Try Again појавила се у овом филму, као и на листи синглова Билборд хот 100. Због успеха песме Try Again, Алија је номинована за Греми награду, за најбољег женског ритам и блуз вокалисту.
Трећи студијски и уједно последњи албум под називом Aaliyah издат је 17. јула 2001. године на ЦД формату, винили и аудио-касети. Погинула је у авионској несрећи на Бахамима, а њене постхумно објављене песме доживеле су велике комерцијалне успехе. Од децембра 2008. године продато је 8,1 милион албума певачице Алије у Сједињеним Државама и око 24 до 32 милиона албума широм света.

## Албуми

### Студијски албуми
| Назив                                                                               | Детаљи | Позиција | Позиција | Позиција | Позиција | Позиција | Позиција | Позиција | Позиција | Позиција | Позиција | Број проданих примерака             | Сертификати |
| Назив                                                                               | Детаљи | САД      | САД R&B  | АУС      | КАН      | НЕМ      | ХОЛ      | НЗ       | ШВЕ      | ШВА      | УК       | Број проданих примерака             | Сертификати |
| ----------------------------------------------------------------------------------- | --- | -------- | -------- | -------- | -------- | -------- | -------- | -------- | -------- | -------- | -------- | ----------------------------------- | --- |
| Age Ain't Nothing but a Number                                                      | - Датум објављивања: 24. мај 1994. (САД) - Издавачка кућа: Blackground Records, Jive Records - Формат: ЦД, винил, касета, виртуелно преузимање | 18       | 3        | —        | 20       | —        | 44       | —        | —        | —        | 23       | - Свет: 6,000,000 - САД: 3,000,000  | - Америчко удружење дискографских кућа: 2× Платинасти - Британска фонографска индустрија: Златни - MC: Златни                                                                                              |
| One in a Million                                                                    | - Датум објављивања: 27. август 1996. (САД) - Издавачка кућа: Blackground, Атлантик рекордс - Формат: ЦД, винил, касета                        | 18       | 2        | 93       | 33       | —        | 62       | —        | 41       | —        | 33       | - Свет: 8,000,000 - САД: 3,000,000  | - Америчко удружење дискографских кућа: 2× Платинасти - Британска фонографска индустрија: Златни - MC: Златни                                                                                              |
| Aaliyah                                                                             | - Датум објављивања: 17. јул 2007. (САД) - Издавачка кућа: Blackground, Virgin Records - Формат: ЦД, винил, касета                             | 1        | 2        | 41       | 6        | 9        | 9        | 25       | 23       | 6        | 5        | - Свет: 13,000,000 - САД: 2,600,000 | - Америчко удружење дискографских кућа: 2× Платинасти - Аустралијско удружење дискографских кућа: Златни - Британска фонографска индустрија: Платинасти - BVMI: Златни - MC: Платинасти - IFPI ШВЕ: Златни |
| „—” означава издања која нису била на листама или нису била објављена у тој држави. | |          |          |          |          |          |          |          |          |          |          |                                     | |

### Компилацијски албуми
| I Care 4 U                                                                          | - Датум објављивања: 10. децембар 2002.(САД) - Издавачка кућа: Blackground, Јуниверсал мјузик груп - Формат: ЦД, винил, касета, виртуелно преузимање | 3 | 1 | 43 | 4 | 2 | 10 | 10 | 37 | 3 | 4  | - Америчко удружење дискографских кућа: Платинасти - Британска фонографска индустрија: Златни - IFPI ШВЕ: Златни - SNEP: Златни |
| Ultimate Aaliyah                                                                    | - Датум објављивања: 10. мај 2005. - Издавачка кућа: Blackground - Формат: ЦД, виртуелно преузимање                                                  | — | — | 82 | — | — | —  | —  | —  | — | 32 | |
| „—” означава издања која нису била на листама или нису била објављена у тој држави. | |   |   |    |   |   |    |    |    |   |    | |

## Синглови

### Као главни извођач
| Назив                                                                               | Године | Позиције | Позиције | Позиције | Позиције | Позиције | Позиције | Позиције | Позиције | Позиције | Позиције | Сертификати | Албум                          |
| Назив                                                                               | Године | САД      | САД R&B  | АУС      | БЕЛ      | НЕМ      | ХОЛ      | НЗ       | ШВЕ      | ШВА      | УК       | Сертификати | Албум                          |
| ----------------------------------------------------------------------------------- | ------ | -------- | -------- | -------- | -------- | -------- | -------- | -------- | -------- | -------- | -------- | --- | ------------------------------ |
| Back & Forth                                                                        | 1994   | 5        | 1        | 100      | —        | —        | 38       | 48       | —        | —        | 16       | - Америчко удружење дискографских кућа: Златни                                                                                                 | Age Ain't Nothing but a Number |
| At Your Best                                                                        | 1994   | 6        | 2        | —        | —        | —        | 40       | 39       | —        | —        | 27       | - Америчко удружење дискографских кућа: Златни                                                                                                 | Age Ain't Nothing but a Number |
| Age Ain't Nothing but a Number                                                      | 1994   | 75       | 35       | —        | —        | —        | —        | —        | —        | —        | 32       | | Age Ain't Nothing but a Number |
| Down with the Clique (са Р. Келијем)                                                | 1995   | —        | —        | —        | —        | —        | —        | —        | —        | —        | 33       | | Age Ain't Nothing but a Number |
| The Thing I Like                                                                    | 1995   | —        | —        | —        | —        | —        | —        | —        | —        | —        | 33       | | A Low Down Dirty Shame         |
| Are You Ready                                                                       | 1996   | —        | —[A]     | —        | —        | —        | —        | —        | —        | —        | —        | | Sunset Park                    |
| If Your Girl Only Knew                                                              | 1996   | 11       | 1        | —        | —        | —        | —        | 20       | 49       | —        | 15       | | One in a Million               |
| Got to Give It Up (Алија и Слик Рик)                                                | 1996   | —        | —        | —        | —        | —        | —        | 34       | —        | —        | 37       | | One in a Million               |
| One in a Million                                                                    | 1996   | —[B]     | —[B]     | 69       | —        | —        | —        | 11       | —        | —        | 15       | | One in a Million               |
| 4 Page Letter                                                                       | 1997   | —[C]     | —[C]     | —        | —        | —        | —        | 49       | —        | —        | 24       | | One in a Million               |
| Hot Like Fire[D]                                                                    | 1997   | —        | —[E]     | —        | —        | —        | —        | —        | —        | —        | 30       | | One in a Million               |
| The One I Gave My Heart To[D]                                                       | 1997   | 9        | 8        | —        | —        | —        | 74       | 28       | —        | —        | 30       | - Америчко удружење дискографских кућа : Златни                                                                                                | One in a Million               |
| Journey to the Past                                                                 | 1997   | —        | —        | —        | —        | —        | —        | —        | —        | —        | 22       | | Anastasia                      |
| Are You That Somebody?                                                              | 1998   | 21       | 1        | —        | 40       | 31       | 3        | 1        | —        | 41       | 11       | - RMNZ: Златни - NVPI: Златни | Dr. Dolittle                   |
| I Don't Wanna                                                                       | 1999   | 35       | 5        | —        | —        | —        | —        | —        | —        | —        | —        | | Next Friday                    |
| Try Again                                                                           | 2000   | 1        | 4        | 8        | 5        | 5        | 3        | 13       | 15       | 8        | 5        | - Аустралијско удружење дискографских кућа: Платинасти - BEA: Златни - Британска фонографска индустрија: Сребрни - BVMI: Златни - RMNZ: Златни | Romeo Must Die                 |
| Come Back in One Piece (са Ди-Ем-Ексом)                                             | 2000   | —[F]     | 36       | —        | —        | —        | 59       | —        | —        | —        | —        | | Romeo Must Die                 |
| We Need a Resolution (са Тимбаландом)                                               | 2001   | 59       | 15       | 44       | 28       | 66       | 37       | —        | 46       | 56       | 20       | | Aaliyah                        |
| „More Than a Woman”                                                                 | 2001   | 25       | 7        | 37       | 31       | 34       | 38       | —        | 52       | 16       | 1        | | Aaliyah                        |
| Rock the Boat                                                                       | 2002   | 14       | 2        | 49       | 43       | 70       | 12       | —        | 3        | 59       | 12       | | Aaliyah                        |
| Miss You                                                                            | 2002   | 3        | 1        | —        | 43       | 8        | 14       | —        | 40       | 15       | 76       | | I Care 4 U                     |
| I Care 4 U                                                                          | 2003   | 16       | 3        | —        | —        | —        | —        | —        | —        | —        | —        | | I Care 4 U                     |
| Don't Know What to Tell Ya                                                          | 2003   | —        | —        | 34       | —        | 57       | 57       | —        | —        | 30       | 22       | | I Care 4 U                     |
| Come Over                                                                           | 2003   | 32       | 9        | —        | —        | —        | —        | —        | —        | —        | —        | | I Care 4 U                     |
| Are You Feelin' Me?                                                                 | 2005   | —        | —        | —        | —        | —        | —        | —        | —        | —        | —        | | Ultimate Aaliyah               |
| Enough Said (са Дрејком)                                                            | 2012   | —        | 55       | —        | —        | —        | —        | —        | —        | —        | —        | | Није ни на једном албуму       |
| „—” означава издања која нису била на листама или нису била објављена у тој држави. |        |          |          |          |          |          |          |          |          |          |          | |                                |

### Као гостујући извођач
| Назив                                                                           | Година | Позиције | Позиције | Позиције | Позиције | Позиције | Позиције | Сертификати                                    | Албум                   |
| Назив                                                                           | Година | САД      | САД R&B  | САД реп  | ФРА      | НЗ       | УК       | Сертификати                                    | Албум                   |
| ------------------------------------------------------------------------------- | ------ | -------- | -------- | -------- | -------- | -------- | -------- | ---------------------------------------------- | ----------------------- |
| I Need You Tonight (Junior M.A.F.I.A. и Алија)                                  | 1995   | —[G]     | 43       | 12       | —        | —        | 66       |                                                | Conspiracy              |
| Live and Die for Hip Hop (Крис Крос, Да Брат, Џермејн Дупри, Mr. Black и Алија) | 1996   | 72       | 36       | 11       | —        | 30       | —        |                                                | Young, Rich & Dangerous |
| Up Jumps da Boogie (Timberland & Magoo, Миси Елиот и Алија)                     | 1997   | 12       | 4        | 1        | —        | —        | —        | - Америчко удружење дискографских кућа: Златни | Welcome to Our World    |
| Don't Think They Know (Крис Браун и Алија)                                      | 2013   | 81       | 29       | —        | 162      | —        | 94       | - Америчко удружење дискографских кућа: Златни | X                       |

## Остале песме
| Назив                                  | Година | Позиција | Позиција | Позиција | Албум                    |
| Назив                                  | Година | САД      | САД R&B  | ФРА      | Албум                    |
| -------------------------------------- | ------ | -------- | -------- | -------- | ------------------------ |
| Final Warning (Џинјуајн и Алија)       | 1999   | —        | —[H]     | —        | 100% Ginuwine            |
| You Won't See Me Tonight (Нас и Алија) | 1999   | —[I]     | 44       | —        | I Am...                  |
| I Can Be                               | 2001   | —        | —[J]     | —        | Aaliyah                  |
| I Refuse                               | 2001   | —        | —        | 25       | Aaliyah                  |
| Where Could He Be (Миси Елиот и Твит)  | 2005   | —        | —[K]     | —        | Није ни на једном албуму |

## Дуети
| Summer Bunnies                                     | 1994 | Р. Кели, Кери Кели               | —                                |
| Your Body's Callin                                 | 1994 | Р. Кели                          | Remix City, Volume 1             |
| One in a Million (ремикс)                          | 1997 | Џинјуајн                         | Sprung                           |
| Best Friends                                       | 1997 | Миси Елиот                       | Supa Dupa Fly                    |
| Night Riders (ремикс)                              | 1997 | Boot Camp Clik                   | —                                |
| Man Undercover                                     | 1997 | Timbaland & Magoo, Миси Елиот    | Welcome to Our World             |
| Up Jumps da Boogie (ремикс)                        | 1997 | Timbaland & Magoo, Миси Елиот    | Welcome to Our World             |
| One Man Woman                                      | 1998 | Playa                            | Cheers 2 U                       |
| John Blaze                                         | 1998 | Миси Елиот                       | Tim's Bio: Life from da Bassment |
| Final Warning                                      | 1999 | Џинјуајн                         | 100% Ginuwine                    |
| You Won't See Me Tonight                           | 1999 | Нас                              | I Am...                          |
| Stickin' Chickens                                  | 1999 | Миси Елиот, Да Брат              | Da Real World                    |
| Turn the Page                                      | 1999 |                                  | Music of the Heart               |
| Ain't Never                                        | 2000 | Outsiderz 4 Life                 | Outsiderz 4 Life                 |
| I Am Music                                         | 2001 | Timbaland & Magoo, Статик Мејџор | Indecent Proposal                |
| Don't Think They Know                              | 2005 | Digital Black                    | Memoirs of a R&B Thug            |
| She Crazy                                          | 2010 | Рик Рос, Ne-Yo                   | Ashes to Ashes                   |
| Shakin'                                            | 2015 | Тимбаленд, Strado                | King Stays King                  |
| „—” означава издања која се нису нашла на албумима |      |                                  |                                  |

## Видео албуми
| Назив                                                   | Информације |
| ------------------------------------------------------- | --- |
| Aaliyah                                                 | - Датум објављивања: 17. јул 2001. - Америчко удружење дискографских кућа: Златни - Синглови: „We Need a Resolution” спот Бонус DVD са албума Aaliyah (2001). Укључује четири музичка видеа и немонтиране сцене са снимања.                     |
| I Care 4 U                                              | - Датум објављивања: 10. децембар 2002. - Синглови: „Miss You” спот Бонус DVD са специјалним снимцима албума I Care 4 U, укључујући девет спотова и немонтиране сцене.                                                                          |
| Ultimate Aaliyah/Special Edition: Rare Tracks & Visuals | - Датум објављивања: децембар 2005. (УК) Шездесетоминутни документарни филм са немонтираним сценама, промотивним снимцима, интервјуима са Алијом, Миси Елиот, П. Дидијем и Тимберлендом објављен је 27. јуна 2006. године у Сједињеним Државама |

## Спотови
| Назив                                                        | Година | Албум                          | Режисер         |
| ------------------------------------------------------------ | ------ | ------------------------------ | --------------- |
| Back & Forth                                                 | 1994   | Age Ain't Nothing but a Number | Милисент Шелтон |
| At Your Best (You Are Love)                                  | 1994   | Age Ain't Nothing but a Number | Милисент Шелтон |
| Age Ain't Nothing but a Number                               | 1994   | Age Ain't Nothing but a Number | Милисент Шелтон |
| Down with the Clique (Р. Кели)                               | 1995   | Age Ain't Nothing but a Number |                 |
| The Thing I Like                                             | 1995   | Age Ain't Nothing but a Number |                 |
| If Your Girl Only Knew                                       | 1996   | One in a Million               | Џозеф Кан       |
| One in a Million                                             | 1996   | One in a Million               | Пол Хантер      |
| Got to Give It Up (Слик Рик)                                 | 1996   | One in a Million               | Пол Хантер      |
| One in a Million (ремикс) (Џинјуајн, Тимбаленд и Миси Елиот) | 1997   | One in a Million               | Пол Хантер      |
| 4 Page Letter                                                | 1997   | One in a Million               | Данијел Перл    |
| Hot Like Fire (Тимбаленд и Миси Елиот)                       | 1997   | One in a Million               | Ленс Ривера     |
| The One I Gave My Heart To                                   | 1997   | One in a Million               | Дарен Грант     |
| Journey to the Past                                          | 1998   | Anastasia                      | Марк Џерард     |
| Are You That Somebody?                                       | 1998   | Dr. Dolittle OST               | Марк Џерард     |
| Try Again                                                    | 2000   | Romeo Must Die                 | Вејн Ајшам      |
| Come Back in One Piece (Ди-Ем-Екс)                           | 2000   | Romeo Must Die                 |                 |
| We Need a Resolution (Тимбаленд)                             | 2001   | Aaliyah                        | Пол Хантер      |
| More Than a Woman                                            | 2001   | Aaliyah                        | Дејв Мејерс     |
| Rock the Boat                                                | 2001   | Aaliyah                        | Хајп Вилијамс   |
| I Care 4 U                                                   | 2002   | Aaliyah                        |                 |
| Miss You                                                     | 2002   | I Care 4 U                     | Дарен Грант     |
| Don't Know What to Tell Ya                                   | 2003   | I Care 4 U                     | Марлон Бос      |

### Као гостујући музичар
- Summer Bunnies (Р. Кели и Алија)
- Freedom (разни извођачи и Алија)
- I Need You Tonight (Junior M.A.F.I.A. и Алија)
- One More Chance / Stay with Me (Биги Смолс и Алија)
- Crush on You (Лил Ким, Лил Сиз)
- Up Jumps da Boogie (Timbaland & Magoo, Миси Елиот и Алија)
- Luv 2 Luv Ya (Timbaland & Magoo, Шонта Монтгомери и Алија)
- Make It Hot (Никол Реј, Миси Елиот, Mocha и Алија)
- Here We Come (Timbaland & Magoo, Миси Елиот и Алија)
- Holiday (Naughty by Nature)
- We at It Again (Timbaland & Magoo, Статик Мејџор, Себастијан и Алија)
- Don't Think They Know (Крис Браун и Алија)